# Lingua dei segni tunisina
La lingua dei segni tunisina (Tunisi Sign Language) è una lingua dei segni sviluppata spontaneamente da bambini sordi in numerose scuole in Tunisia. 